# Walter Santagata
Walter Santagata (Montegrosso d'Asti, 13 aprile 1945 – Torino, 13 agosto 2013) è stato un economista italiano.

## Biografia
Laureato in legge all'Università di Torino nel 1970, è stato professore ordinario di Scienze delle finanze e di Economia della cultura presso la Facoltà di scienze politiche dell'Università di Torino. Presso la stessa Università, è stato direttore del Dipartimento di economia Salvatore Cognetti de Martiis dal 2001 al 2004. Nel marzo 2004 ha pronunciato la laudatio in occasione del conferimento da parte dell'Università di Torino della laurea honoris causa all'artista Michelangelo Pistoletto.

## Attività
Walter Santagata ha dedicato la maggior parte della sua attività divulgativa e accademica al ramo dell'economia denominato Economia dei beni culturali (o più genericamente economia della cultura).
Dal 1996 al 2000 è stato membro del Consiglio di amministrazione della Fondazione Luigi Einaudi di Torino.
Santagata ha fondato nel 2009 il Centro Studi Silvia Santagata-Ebla (International Center for Research on the Economics of Culture, Institutions, and Creativity), un'associazione culturale (divenuta dal 2018 Fondazione Santagata per l’Economia della Cultura) che raccoglie studiosi di economia della cultura e di studi sul patrimonio mondiale dell'UNESCO per lo sviluppo, dopo aver fondato e lanciato con successo nel 2003 il Master in “World Heritage and Cultural Projects for Development” dell'Università di Torino, svolto in collaborazione con il Politecnico di Torino, il Centro internazionale di formazione del OIL e l'UNESCO.
Stimato e apprezzato in patria e a livello internazionale, dal 2009 è stato membro del Consiglio Ministeriale degli studi del Ministero della Cultura francese, ha ricoperto la carica di presidente del Comitato tecnico-scientifico per l'Economia della cultura del Ministero dei beni e delle attività culturali, è stato membro del Consiglio superiore per i beni culturali e del paesaggio, è stato membro della Fondazione Florens e consigliere della Fondazione Torino Musei.
Nel 2008 è stato nominato presidente della "Commissione sulla Creatività e Produzione di Cultura in Italia" del Ministero dei beni e delle attività culturali e del turismo per la redazione del Libro bianco sulla creatività in Italia, che ha curato ponendo le basi per gli attuali studi sulla quantificazione delle industrie culturali e creative in Italia.
A lungo collaboratore di UNESCO, ha promosso, tra le altre iniziative, il master World Natural Heritage Management (Trento) e il master Patrimonio Mundial y proyectos culturales para el desarollo (Barcellona). È stato inoltre il promotore dell'International Research Centre on the Economics of Culture and World Heritage Studies (ITRECH), riconosciuto nel 2011 come centro di categoria 2 dell'UNESCO dall'Assemblea Generale degli Stati membri della Convenzione del Patrimonio Mondiale.
Santagata ha svolto numerose attività di ricerca per istituzioni pubbliche e private e ha collaborato con numerose riviste e giornali tra cui Stato e Mercato, Economia della cultura, Il Giornale dell'Arte, Il Sole 24ore, La Repubblica e La Stampa.
Autore di molteplici pubblicazioni in Italia e all'estero nel campo dell'economia della cultura e delle politiche culturali, ha definito il tema dei distretti culturali e si è diffusamente occupato di studiare il sistema dell'arte contemporanea in Italia. Santagata ha sempre portato avanti nei suoi studi il tema della cultura come motore privilegiato di sviluppo economico e sociale.
La sua ultima opera Il governo della cultura rappresenta forse la sintesi più propositiva del suo pensiero: in esso, l’autore analizza come il ciclo della cultura come bene economico stia lasciando il passo a quello della cultura per la qualità sociale, definita come “la misura in cui le persone sono capaci di partecipare attivamente alla vita sociale, economica e culturale e allo sviluppo delle loro comunità in condizioni che migliorano il benessere collettivo e il potenziale individuale”.

## Opere
- Il governo della cultura. Promuovere sviluppo e qualità sociale, Il Mulino 2014
- Cultural Commons, Edward Elgar Publishing, 2012
- Atmosfera Creativa. Un modello di sviluppo sostenibile per il Piemonte fondato su cultura e creatività̀ (con E. Bertacchini), il Mulino, 2012
- Libro bianco sulla creatività: Per un modello italiano di sviluppo[2] (UBE interazioni), Egea,  2011
- Patrimoni intangibili dell'umanità. Il distretto culturale del presepe a Napoli, Guida Editori, 2008
- La fabbrica della cultura. Ritrovare la creatività per aiutare lo sviluppo del paese, Il Mulino, 2007
- Turismo culturale e crescita del territorio. Identità tradizioni e piaceri nel Monferrato, Franco Angeli, 2007
- La Mode. Une économie de la Créativité et du patrimoine (con C. Barrère), La Documentation Française, 2005
- L'arte contemporanea italiana nel mondo. Analisi e strumenti, Skira, 2005
- Simbolo e merce. I mercati dei giovani artisti e le istituzioni dell'arte contemporanea, Il Mulino, 1998
- Economia, elezioni, interessi. Una analisi dei cicli economici elettorali in Italia, Il Mulino, 1995
- Rapporto sull'economia delle arti e dello spettacolo in Italia, Edizioni della Fondazione Giovanni Agnelli, 1992
- Offerta privata di beni pubblici, Il Mulino, 1991
- Manuale di economia politica teoria istituzioni aspetti quantitativi, Garzanti, 1979